# Здание Шереметьевского пассажа
Здание Шереметьевского пассажа — памятник архитектуры. Расположен в Санкт-Петербурге, современный адрес дома — Литейный проспект, 53.

## История

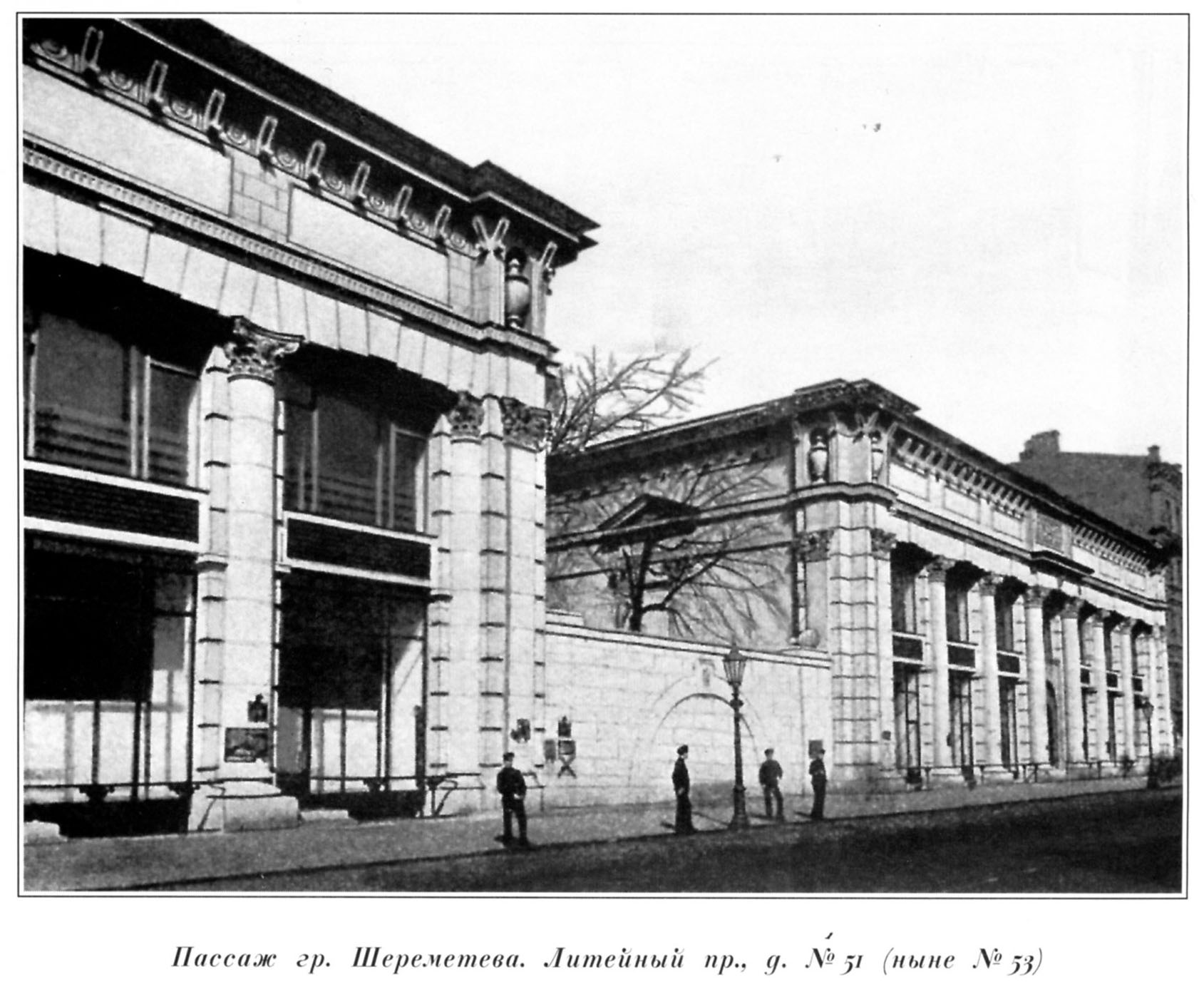
Вид в 1914-1930х годах

Участок изначально был занят усадьбой Шереметьевых. В 1910 году планировалось продублировать Невский проспект, соединить улицу Жуковского с Итальянской улицей, построив ещё один мост через Фонтанку (план инженера-строителя Ф. Енакиева), но Шереметьев не одобрил проект. В 1914 году были построены торговые ряды по проекту М. В. Красовского и И. В. Экскузовича.
Ради постройки были снесены завершавшую перспективу улицы Жуковского барочные ворота («Литейные ворота») и садовый павильон «Грот» («Литейный грот») Шереметьевых (Чевакинский Савва Иванович). Хотя снос ворот вызвал возмущение, до сноса обсуждалось, что от них необходимо избавиться из-за их несовременного вида.
Здание представляло собой два стоящих в линию павильона, между ними находился проезд c каменной облицованной стеной, через которую был виден дворец. Согласно Б. М. Кирикову, постройка была сделана двухэтажной, чтобы не затенять сад Фонтанного дома. Название «пассаж» было дано условно, магазины первого этажа были изолированными; фасад был декорирован коринфскими полуколоннами, слитыми с простенками.
В 1930-х годах павильоны достроили до пятиэтажного дома. По словам сына Красовского, проект изначально и планировался пятиэтажным, и его изменение перед постройкой было вызвано началом Первой мировой войны и суеверностью Сергея Дмитриевича Шереметева, требовавшего, «чтобы из окон моего дома, выходящих в сад, мне была бы видна вывеска магазина [гробовщика] Шумилова. Мне предсказали, что я буду жить до тех пор, пока она мне видна», при этом сама надстройка Л.С. и С. И. Катониных в 1930-х описывается как неудачная, «сильно изуродовавшая» пассаж.
В доме в разное время размещались Центральное статистическое управление, столовые, издательства («Петроград», Ленпищепромиздат).

## Галерея

### Литейные ворота и грот
- Внешний вид снесённых ворот
- Внешнее и внутреннее убранство грота
- Детали интерьера грота

### Современное здание

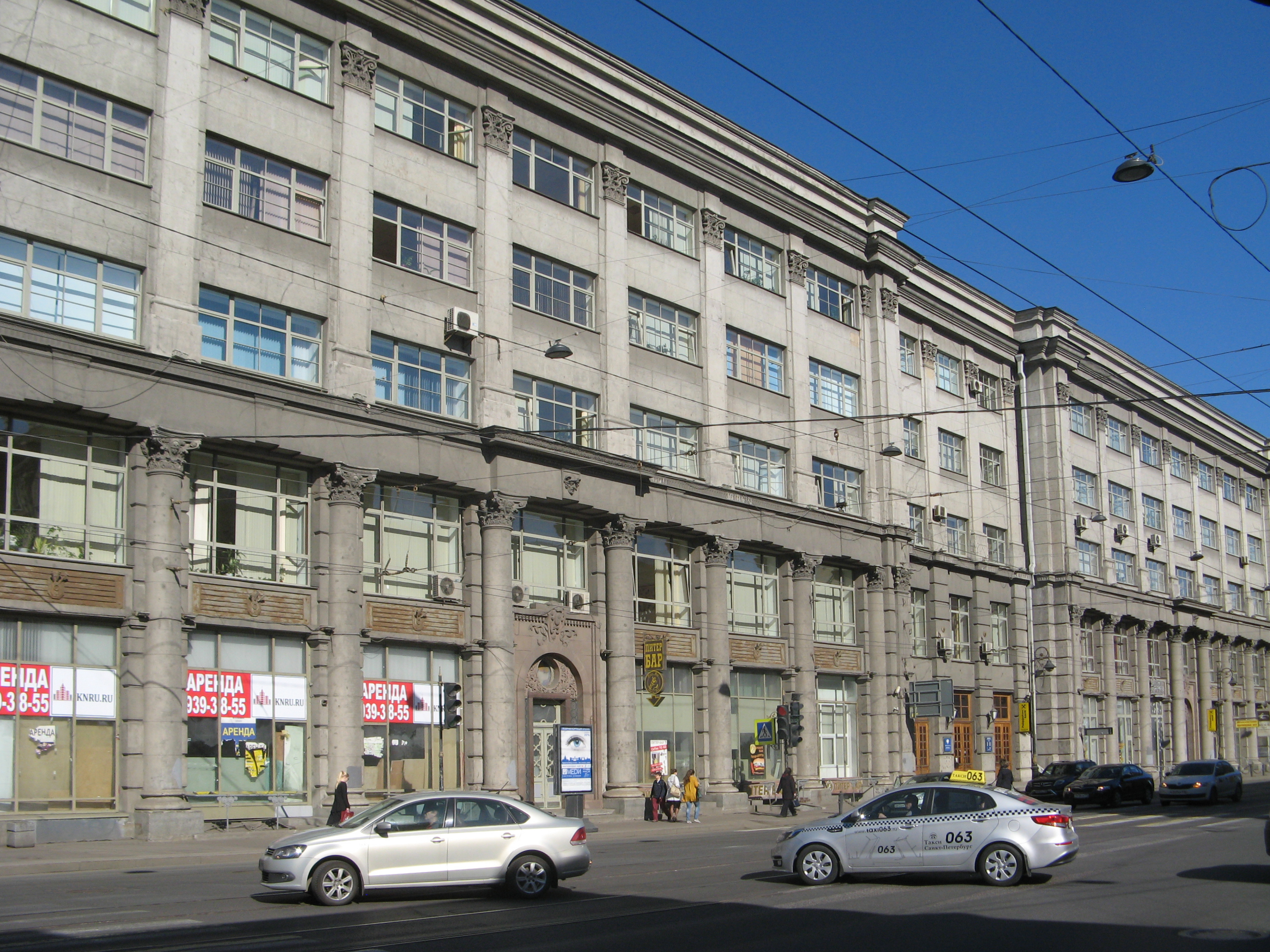
Правая часть здания
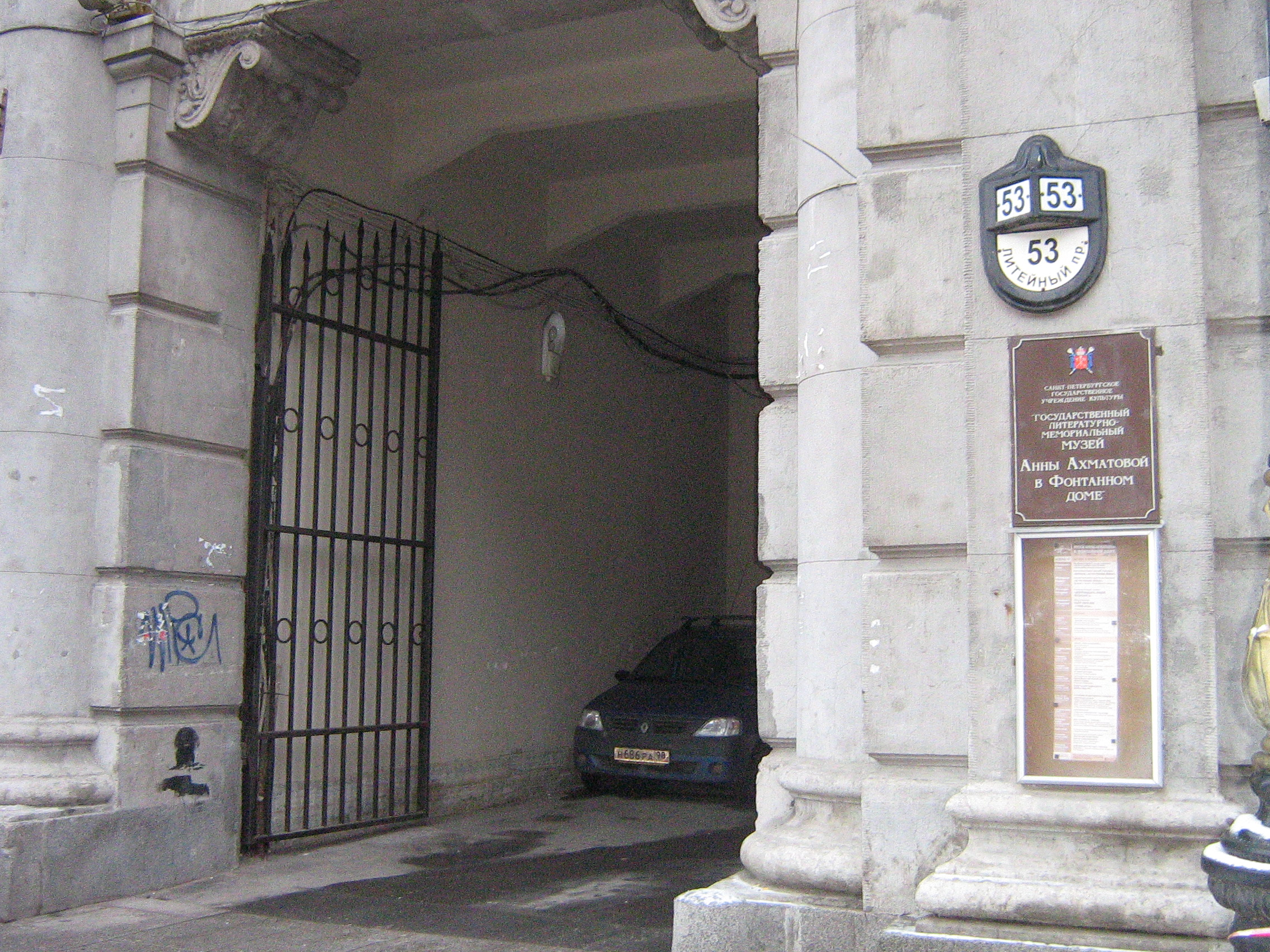
Вход в Музей Анны Ахматовой через подворотню здания
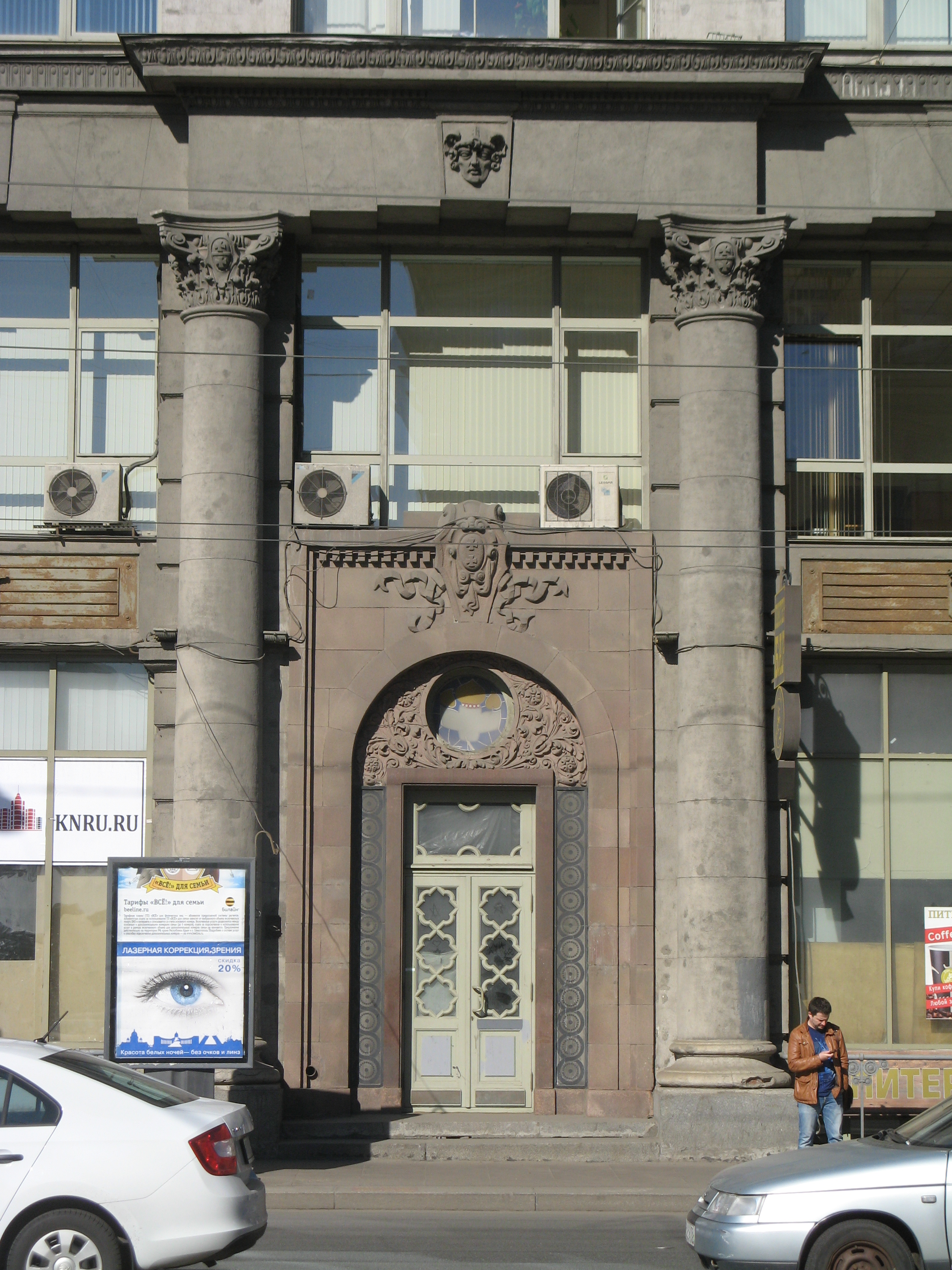
Входной портал
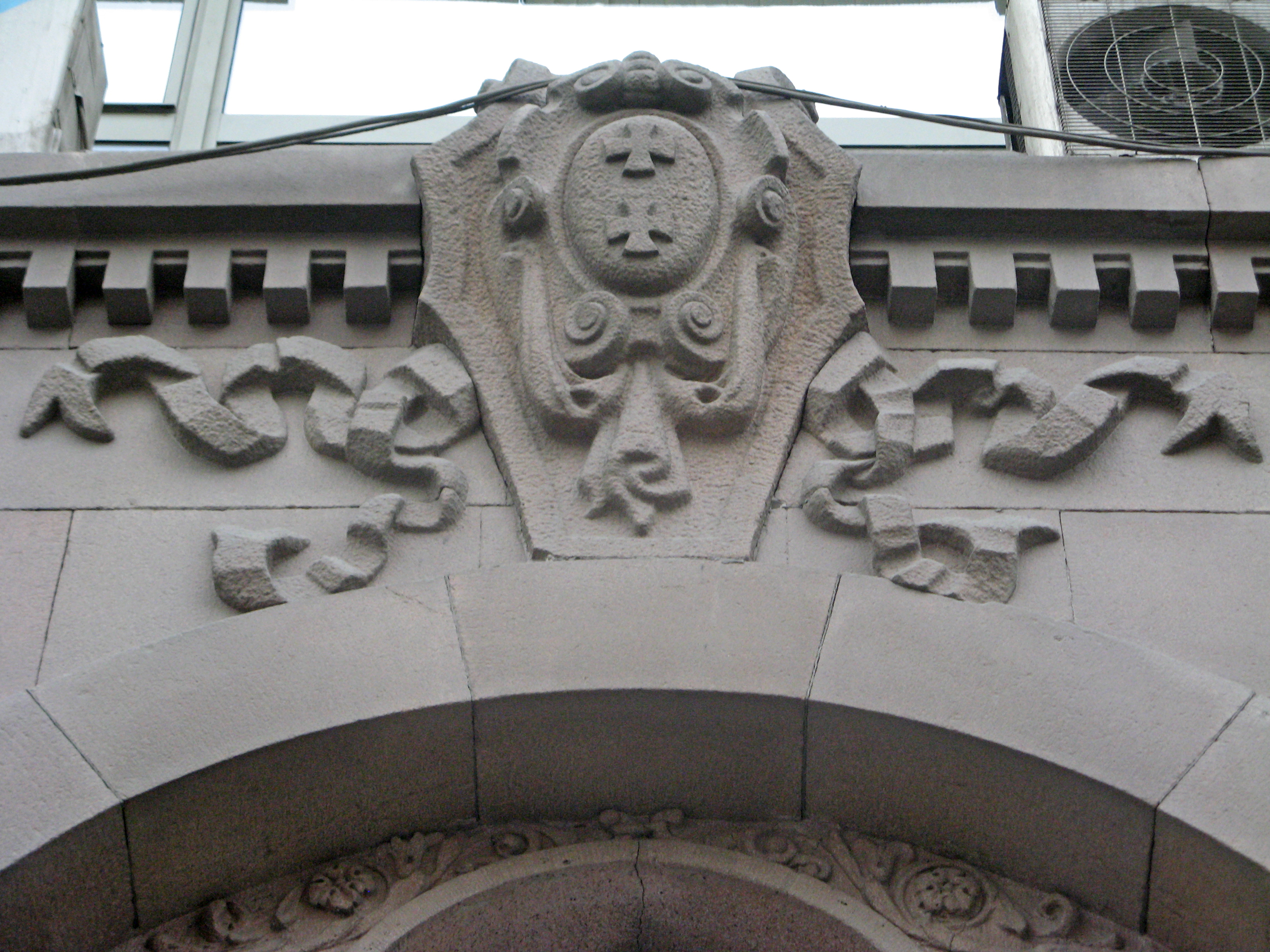
Скульптурные детали